# Cephalodromia beckeri
Cephalodromia beckeri är en tvåvingeart som först beskrevs av Mario Bezzi 1908.  Cephalodromia beckeri ingår i släktet Cephalodromia och familjen svävflugor. Inga underarter finns listade i Catalogue of Life.